# (47035) 1998 WS
1998 دابليو أس (ويعرف أيضًا باسم (47035) 1998 دابليو أس وفق تسمية الكوكب الصغير) (بالإنجليزية: 1998 WS)‏ هو كويكب ضمن حزام الكويكبات؛ وترتيبه 47035 من حيث الاكتشاف.
اكتُشف هذا الجُرم الفلكي بواسطة بحث لنكولن عن الكويكبات القريبة من الأرض في 17 نوفمبر 1998.

## وصلات خارجية
- (47035) 1998 WS في قاعدة بيانات مختبر الدفع النفاث لأجرام النظام الشمسي الصغيرة

- الاكتشاف · مخطط المدار ·  العناصر المدارية · المعلمات المادية

- (47035) 1998 WS على موقع ويكي سكاي: DSS2, SDSS, GALEX, IRAS, Hydrogen α, X-Ray, Astrophoto, Sky Map, Articles and images